# James Eells
James Eells, né à Cleveland le 25 octobre 1926 et mort à Cambridge le 14 février 2007, est un mathématicien américain qui s'est spécialisé dans l'analyse. Il a notamment ouvert avec Joseph H. Sampson le champ d'étude des applications harmoniques en analyse globale, c'est-à-dire dans le cadre de la géométrie riemannienne.